# Suzanne Farrell

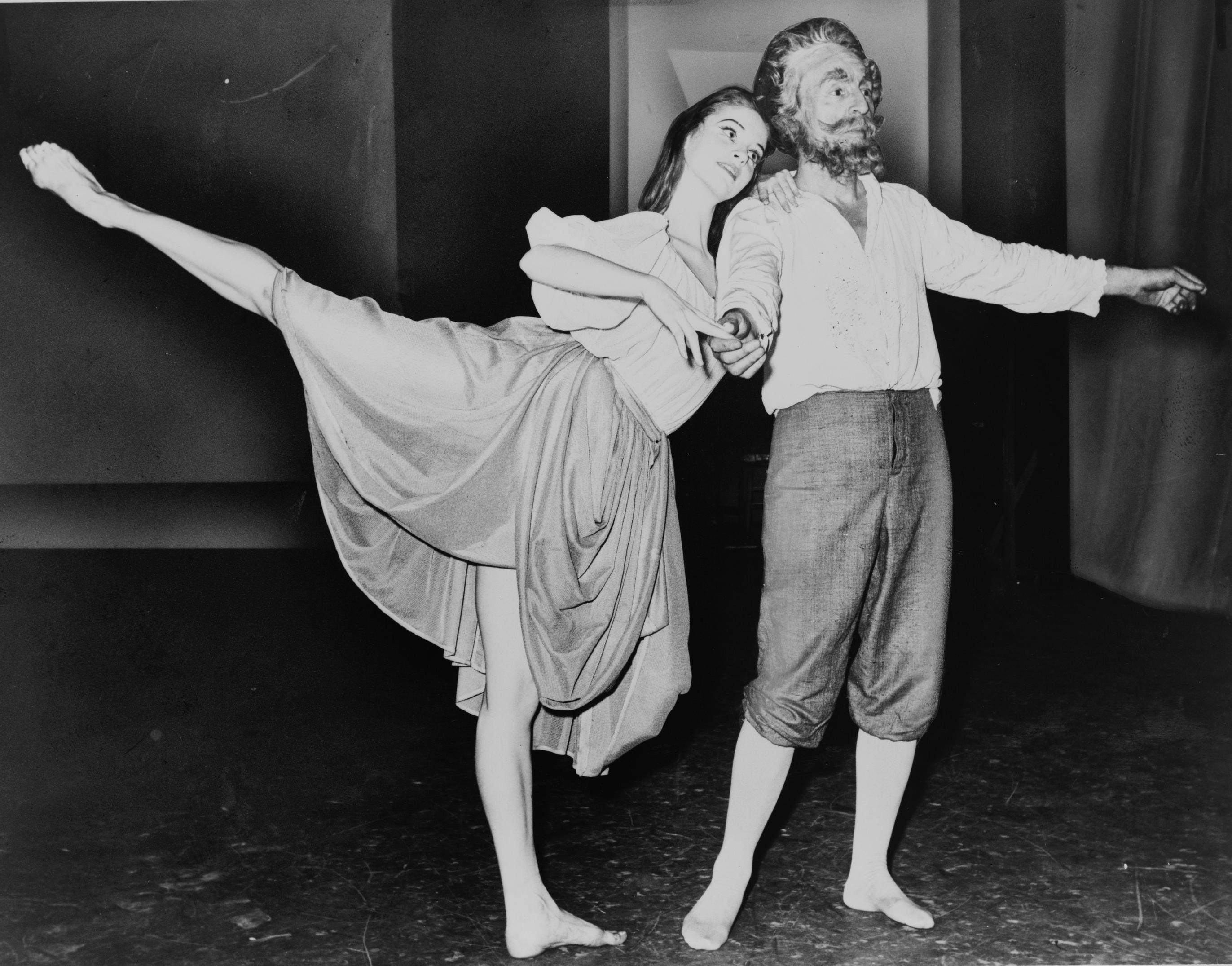
Suzanne Farrell y George Balanchine en Don Quixote.

Suzanne Farrell(Roberta Sue Ficker) (n. Cincinnati; 16 de agosto de 1945) es una famosa bailarina de ballet contemporáneo estadounidense. Fue la musa de George Balanchine. 

## Trayectoria
Estudió en el conservatorio de su ciudad natal y en 1959 fue seleccionada para estudiar con George Balanchine en la escuela fundada por el coreógrafo ruso School of American Ballet y en 1961 paso a integrar el New York City Ballet (NYCB).
En 1963 fue nombrada primera bailarina y George Balanchine comenzó a crear papeles para ella, especialmente Don Quixote, y en "Diamonds" parte del ballet "Jewels" de 1968. Su actuación junto a Peter Martins es particularmente recordada.
Balanchine estaba casado con la bailarina Tanaquil LeClerq, pero se divorció e intentó casarse con Farrell quien en vez contrajo matrimonio con el bailarín Paul Mejia. Dejó el New York City Ballet en 1970 donde luego de varias temporadas en Europa, regresó en 1975. Las últimas obras de Balanchine fueron solos para ella. En 1985 (a los 40), comenzó un retiro forzado por artritis, que culminó en 1989.
Fue en la enseñanza el baluarte de Balanchine en Berlín, Viena, París, Kirov y el Bolshoi. Hasta 1993 con el New York City Ballet
En el 2000 Suzanne Farrell comenzó su propia compañía, el Suzanne Farrell Ballet, en el Kennedy Center.
Ha recibido el Premio Kennedy.

## Premios

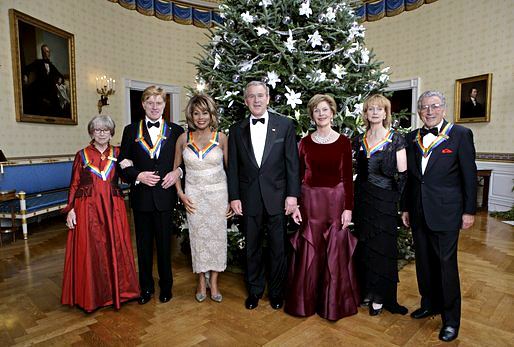
George W. Bush y Laura Bush junto a Julie Harris, Robert Redford, Tina Turner, Suzanne Farrell y Tony Bennett en la White House.

Doctorados honorarios de Harvard, Yale, University of Notre Dame y Georgetown University, entre otros. 
2003 Medalla de las Artes.